# Erik Möller
Erik Möller er en tysk freelance journalist, forfatter softwareudvikler, og er vicedirektør for Wikimedia i San Francisco i Californien. Möller har også arbejdet som webdesigner og tidligere administrerende direktør for myoo.de. Han har skrevet bogen Die heimliche Medienrevolution – Wie Weblogs, Wikis und freie Software die Welt verändern.